# Deset tisuća
Deset tisuća je naziv koji povjesničari koriste za grupu plaćeničkih vojnika uglavnom iz Grčke, koje je unajmio Kir Mlađi u svom pokušaju da preotme perzijsko prijestolje svomu bratu Artakserksu II. Njihov pohod u bitci kod Kunakse i povratak natrag u Grčku (401. – 399. pr. Kr.) zabilježio je Ksenofont (jedan od vođa pohoda) u svom djelu „Anabaza“.

## Sastav vojske
Prema Ksenofontu, Deset tisuća su se sastojali od:
- 4000 hoplita pod Ksenijasom Arkadijskim (sve dok nije napustio svoju vojsku u Siriji)
- 1500 hoplita i 500 lakih pješaka pod Proksenom Beotijskim (sve dok nije napustio vojsku u Siriji)
- 1000 hoplita pod Sofenetom Stimfalijskim
- 500 hoplita pod Sokratom Ahajskim
- 300 hoplita i 300 peltasta pod Pasionom Megarskim
- 1000 hoplita, 800 tračkih peltasta i 200 kretskih strijelaca (i više od 2.000 ljudi koji su došli sa Ksenijasom i Proksenom nakon što su dezertirali) pod Klearhom iz Sparte
- 3000 hoplita pod Sozisom iz Sirakuze
- 1000 hoplita pod Sofenetom Arkadijskim
- 700 hoplita pod Hirizofom Spartanskim
- 400 grčkih dezertera iz Artakserksove vojske

Navedene trupe imale su potporu i od flote s 35 trirema pod Pitagorom iz Sparte i 25 trirema pod Tamosom iz Egipta, kao i sa 100.000 perzijskih vojnika pod Ariaejem (iako Ksenofont navodi da ih je bilo 100.000, većina modernih povjesničara vjeruje da su Ariaejeve trupe imale samo 20.000 vojnika).
Sve do nedugo nakon bitke kod Kunakse, spartanski general Klearh je bio priznat kao zapovjednik vojske. Kada je Tisafern zarobio i pogubio Klearha, Proksena, Menona, Agiju (moguće istu osobu kao i Sofeneta), te Sokrata, njihova mjesta su zauzeli Ksenofont, Timasion, Ksantiklo, Kleanor i Filezije, pod Spartancem Hirizofom kao vrhovnim zapovjednikom.

## Popularna kultura
- Bitka kod Kunakse spomenuta je u Walter Hillovom filmu „Ratnici podzemlja“ (The Warriors) iz 1979., gdje je redatelj prebacio Ksenofontovu priču među maloljetničke bande modernog New Yorka. Nakon što su vodstvu jedne bande ubijeni vođe, deveteročlana banda „Ratnika“ pod lažnom optužbom mora putovati natrag od Coney Islanda kroz teritorije koje kontroliraju neprijateljske bande kao „Siročići“, Boppersi, Hi-Hatsi i Hoplitesi.

## Poveznice
- Bitka kod Kunakse
- Ksenofont
- Kir Mlađi
- Artakserkso II.

## Vanjske poveznice
- The Project Gutenberg EText
- Ksenofont: „Anabasis“, The University of Adelaide
- Grčki vojni logor u doba Deset tisuća